# Andrew Burnaby
Andrew Burnaby (Ashfordby, 1732 – Blackheath, 9 marzo 1812) è stato un viaggiatore e presbitero britannico.
Nato ad Ashfordby, fu il primogenito e omonimo del reverendo Andrew Burnaby, un agiato prelato della Chiesa d'Inghilterra. Il più giovane dei Burnaby frequentò la Westminster School nel 1748 e quindi il Queens' College di Cambridge, dove conseguì la laurea in lettere nel 1757.
Tra il 1759 e 1760 viaggiò nelle colonie americane e in seguito scrisse Travels Through the Middle Settlements in Nord America, in the years 1759 e 1760 (pubblicato nel 1775). Successivamente fu ordinato sacerdote e dal 1762 al 1767 prestò servizio come cappellano nella British Factory di Livorno. Nel 1769, subito dopo il suo ritorno in Inghilterra, divenne vicario di Greenwich e nel 1786 arcidiacono di Leicester. Alla morte del padre (1767) ereditò dei latifondi nell'Huntingdonshire.
Nel 1770 Burnaby sposò Anna Edwyn e nel 1804 pubblicò un resoconto dei suoi viaggi in Corsica.